# Bitva o Soledar
Bitva o Soledar byla série vojenských střetnutí probíhajících mezi Ukrajinou a Ruskem poblíž města Soledar v Doněcké oblasti během bitvy o Donbas započaté v roce 2022.
Vůdce ruské žoldnéřské společnosti Wagnerova skupina Jevgenij Prigožin 10. ledna 2023 prohlásil, že město je pod ruskou okupací, což se nepodařilo ověřit z jiných zdrojů. Ráno 12. ledna začaly po internetu kolovat videa ve kterých Wagnerovci údajně pochodují ulicemi Soledaru pár hodin po dobytí města.[zdroj⁠?!] Nepřímo to potvrdil americký Institut pro studium války a přímo ruské ministerstvo obrany.[zdroj⁠?!]
Ukrajinská strana zprávy o ztrátě města popřela a k večeru 13. ledna její jednotky bojovaly v jeho severozápadní části, okolo železniční křižovatky a vstupu do místního solného dolu. 14. ledna ukrajinské ozbrojené síly pokračovaly v bojích na západním okraji města.
Dobytí města má za cíl dosáhnout obchvácení Bachmutu, ležícího zhruba 10 kilometrů jižně. Obě města jsou součástí ukrajinské obranné linie chránící oblast měst Slovjansk a Kramatorsk.